# Клем, Мейндерт
Мейндерт Клем (нидерл. Meindert Klem, род. 16 октября 1987, Амстердам) — голландский спортсмен, гребец, бронзовый призёр чемпионата мира по академической гребле 2009 года.

## Биография
Мейндерт Клем родился 16 октября 1987 года в городе Амстердам, Северная Голландия. Профессиональную карьеру гребца начал с 2002 года. Тренировался на базе клуба «RV Willem III» в Амстердаме.
Первым соревнованием международного уровня, в котором Клем принял участие, был чемпионат мира по академической гребле 2004 года среди юниоров в испанском городе Баньолес. В финальном заплыве парных четвёрок, с результатом 06:06,830 его команда заняла 3 место, уступив соперникам из России (06:05,520 — 2-е место) и Словении (06:04,910 — 1-е место).
На чемпионате мира по академической гребле 2009 года в Познани Клем выступал в составе восьмёрки. В финальном заплыве голландские гребцы заняли третье место (5:28,32), уступив первенство командам из Канады (5:27,15 — 2-е место) и Германии (5:24,13 — 1-е место).